# Kaija Saariaho

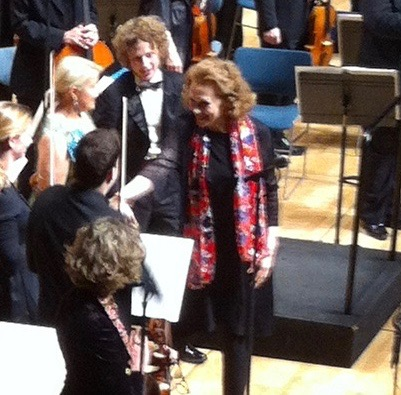
Kaija Saariaho, 2013

Kaija Anneli Saariaho (* 14. Oktober 1952 in Helsinki; † 2. Juni 2023 in Paris) war eine finnische Komponistin.

## Leben und Werk
Saariaho studierte an der Sibelius-Akademie in Helsinki bei dem nicht zuletzt als Opernkomponist bekannten Avantgardisten Paavo Heininen und gründete mit Jukka Tiensuu, Eero Hämeenniemi, Jouni Kaipainen, Olli Kortekangas, Magnus Lindberg, Esa-Pekka Salonen und Jukka-Pekka Saraste die Gruppe Korvat auki!  (Ohren auf!). Sie setzte ihre Ausbildung dann in Freiburg im Breisgau bei Brian Ferneyhough und Klaus Huber fort, nahm an den Darmstädter Ferienkursen teil und studierte ab 1982 – nach dem sie Tristan Murails Vortrag gehört hatte – am IRCAM im Centre Pompidou in Paris computergestützte Komposition und Arbeit mit dem Tonband und Live-Elektronik. Sie lebte in Paris mit ihrer Familie bis zu ihrem Tod im Juni 2023.
Es entstanden Kompositionen wie Verblendungen (1984), ein Wechselspiel zwischen Orchester und Tonband, sowie Du Cristal (1989) und …à la Fumée (1990) unter Verwendung von Live-Elektronik. Unter dem Einfluss der spectralists, einer französischen Komponistengruppe, deren Kompositionen auf der Computeranalyse des Klangspektrums einzelner Töne auf verschiedenen Instrumenten basieren, wandte sich Saariaho einem Stil zu, der von lang gehaltenen Bassnoten und der Verwendung mikrotonaler Intervalle geprägt ist. In diesem Stil komponierte sie ihr bekanntestes Werk, Graal théâtre für Violine und Orchester (1994–1997).
Saariahos Werke wurden bei internationalen Festivals in London (1989), Jakarta (1989), Paris (1989, 1991) und Wien (1993) aufgeführt. Bei den Salzburger Festspielen dirigierte Kent Nagano 2000 mit großem Erfolg ihre erste Oper L’amour de loin, die auf ein Libretto von Amin Maalouf nach der Biografie des Troubadours Jaufré Rudel La vida breve beruhte. 2006 fand die Uraufführung ihrer Oper Adriana Mater an der Opéra Bastille in Paris statt. Im selben Jahr gab es in Wien die Uraufführung ihres Oratoriums La passion de Simone über das Leben von Simone Weil. 2010 wurde in Lyon Saariahos dritte Oper, Émilie, uraufgeführt. Das Libretto zu dieser Einpersonen-Oper schrieb wiederum Amin Maalouf, Dirigent war Kazushi Ōno. 1999 dirigierte Kurt Masur mit dem New York Philharmonic Orchestra ihre Komposition Oltra mar für Chor und Orchester.
Auf Einladung von Walter Fink erschien sie im jährlichen Komponistenporträt des Rheingau Musik Festival 2010, als zweite Frau nach Sofia Gubaidulina. Im Metternichsaal von Schloss Johannisberg erklangen unter anderem Sept papillons für Violoncello solo (2000), gespielt von Anssi Karttunen, und Quatre instants für Sopran und Klavier (2002) mit Pia Freund und David Lively. 2011 wurde der Einspielung ihrer Oper L’amour de loin durch das Deutsche Symphonie-Orchester Berlin und den Rundfunkchor Berlin unter der Leitung von Kent Nagano der Grammy Award in der Kategorie Best Opera Recording zuerkannt. 2012 wurde sie in die American Academy of Arts and Sciences gewählt. In der Saison 2016/2017 brachte die Metropolitan Opera New York ihre Oper L’amour de loin (Uraufführung 2000). 2012 wurde Saariaho zum Ehrenmitglied der International Society for Contemporary Music (ISCM) gewählt. 2017 wurde sie als auswärtiges Ehrenmitglied in die American Academy of Arts and Letters aufgenommen. 2021 wurde ihre Oper Innocence mit großem Erfolg beim Festival d’Aix-en-Provence uraufgeführt. Kurz nach ihrem Tod wurde im August 2023 ihr Trompetenkonzert Hush (dt. Schweigen) beim Helsinki Festival uraufgeführt.
Kaija Saariaho starb im Juni 2023 im Alter von 70 Jahren an einem Hirntumor (Glioblastom). Die Erkrankung wurde bereits 2021 diagnostiziert, auf eigenen Wunsch jedoch erst posthum öffentlich.

## Musikpreise
- 1986: Kranichsteiner Musikpreis der Darmstädter Ferienkurse
- 1988: Prix Italia für Stillleben
- 1989: Ars Electronica Prize für Stillleben und Io
- 2000: Musikpreis des Nordischen Rates für Lonh
- 2000: Stoeger Prize, zusammen mit Michael Daugherty
- Für die Oper L’amour de loin (entstanden 1999/2000) wurde Saariaho mit dem Grawemeyer Award für Musik ausgezeichnet.
- 2009: Heidelberger Künstlerinnenpreis, dotiert mit 5.000 Euro[7]
- 2009: Wihuri-Sibelius-Preis
- 2011: Léonie-Sonning-Musikpreis.
- Mit dem Grammy Award in der Kategorie Best Opera Recording wurde die Operneinspielung L’amour de loin durch das Deutsche Symphonie-Orchester Berlin und den Rundfunkchor Berlin, Leitung Kent Nagano, ausgezeichnet.
- 2013: Polar Music Prize, gemeinsam mit Youssou N’Dour[8]
- 2017: BBVA Foundation Frontiers of Knowledge Award
- 2021: Goldener Löwe der Musikbiennale von Venedig für ihr Lebenswerk[9]
- 2023: Akademikerin der Kunst